# 갈색도르콥시스
갈색도르콥시스 또는 갈색숲왈라비(Dorcopsis muelleri)는 캥거루과에 속하는 유대류의 일종이다. 서뉴기니 저지대의 토착종으로 미수와 살라와티, 야펜 등 서파푸아 인근 지역의 인도네시아 섬들에서 서식한다.

## 특징
갈색도르콥시스는 5종의 아종이 알려져 있다. 등쪽의 털은 또렷하지 않은 갈색과 초콜릿빛 갈색, 불그스레한 갈색 또는 엷은 황갈색을 띠며, 복부 쪽은 하체는 희끄무레한 크림색-황색 또는 회색빛을 띤다. 팔다리는 등쪽보다는 연한 색을 띠기도 하며 꼬리 끝단은 털이 없다.

## 분포 및 서식지
갈색도르콥시스는 뉴기니 서부 끝단 그리고 미수, 살라와티 등지의 뉴기니 서부 섬들에서 서식하며, 바탄타와 와이게오에서도 사는 것으로 추정하고 있다. 일반적인 서식지는 우기에 범람하는 지역을 포함하는 열대 저지대 숲의 습지이고, 버려진 정원을 포함하는 이차림에서도 서식하는 것으로 추정하고 있다.